# Croda Rossa d'Ampezzo
Croda Rossa d'Ampezzo (Hohe Gaisl en alemany, 3.146 m) és una muntanya en el nord de les Dolomites, en la frontera de Tirol del Sud i del Vèneto, al nord d'Itàlia, localitzat entre la vall de Braies i el Val di Landro.
És una imponent i prominent muntanya, que domina les valls de sota. El seu cim té forma de piràmide. Els pendents de la muntanya tenen té un color vermell profund, una característica comuna amb altres cims de les Dolomites. La muntanya és rarament escalada ja que és particularment propensa a despreniments de roques. La primera conquesta real del cim de la Croda Rossa es va produir el 20 de juny de 1870, per Whitewell, acompanyat pels guies Siorpaes i Laneuer.
La muntanya és més apreciada per la seva bellesa.